# San Benedetto Po
San Benedetto Po (San Banadèt in dialetto basso mantovano) è un comune italiano di 6 739 abitanti della provincia di Mantova in Lombardia.

## Origini del nome
Il nome di San Benedetto Po deriva dal latino Benedictus, riferito a san Benedetto da Norcia.

## Storia
La storia di San Benedetto Po è legata inscindibilmente con la nascita, la vita, lo sviluppo e la soppressione napoleonica dell'abbazia del Polirone, uno dei siti cluniacensi più importanti tra i più di mille che sorsero nell'Europa medievale. Il monastero fu fondato da Tedaldo di Canossa nel 1007. La famiglia dei Canossa fu artefice del suo sviluppo con donazioni di terreni.
Particolari attenzioni vennero da Matilde, che alla sua morte, avvenuta nel 1115, volle esservi sepolta. In vita donò l'abbazia del Polirone al Papa, che l'affidò a Ugo di Cluny. Nel 1634 Urbano VIII ne comprò i resti mortali affinché fossero tumulati in Vaticano, nella Basilica di San Pietro, dove ancora oggi si trova all'interno di un mausoleo disegnato dal Bernini. Nel corso dei secoli, periodi di decadenza si alternano con momenti di rinnovato splendore.
Nel 1336, per consentire la bonifica della zona di San Benedetto Po, fu effettuata la deviazione del Secchia, facendolo sboccare in Po a Mirasole. Dal 1420, su impulso dei Gonzaga, il Polirone passò alla congregazione di Santa Giustina di Padova, che portò, tra gli altri, Giulio Romano a partecipare ai lavori di ristrutturazione della Basilica di San Benedetto. L'attività del monastero continuerà fino a quando Napoleone il 9 marzo 1797 ne decise la soppressione. Nel 1565 furono costruiti degli argini per la difesa dalle inondazioni del Po.
Nel 1945, durante l'offensiva di primavera, le truppe americane giunsero a San Benedetto nel pomeriggio del 22 aprile. Il Po fu attraversato il giorno seguente e l'avanzata alleata proseguì per Mantova e Verona.

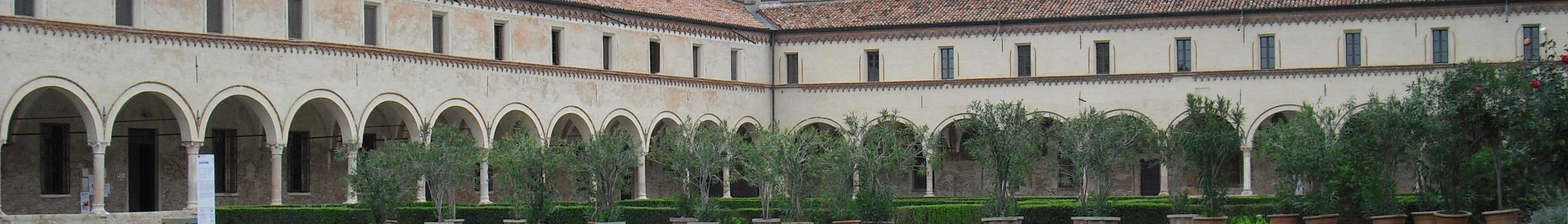
Abbazia di Polirone

Oggi San Benedetto Po è importante centro turistico, per la visita del complesso monastico, dell'imponente basilica giuliesca, del Museo Civico Polironiano con le sue raccolte etnografiche e per le eccellenze enogastronomiche. È insignito del riconoscimento "I borghi più belli d'Italia".

### Simboli
Il gonfalone è un drappo di azzurro.

## Monumenti e luoghi d'interesse
- Abbazia di San Benedetto in Polirone
- Museo civico Polironiano
- Museo della Civiltà Contadina
- Casa Museo Giorgi
- Palazzo Gonzaga di Vescovato, a Portiolo

### Aree naturali

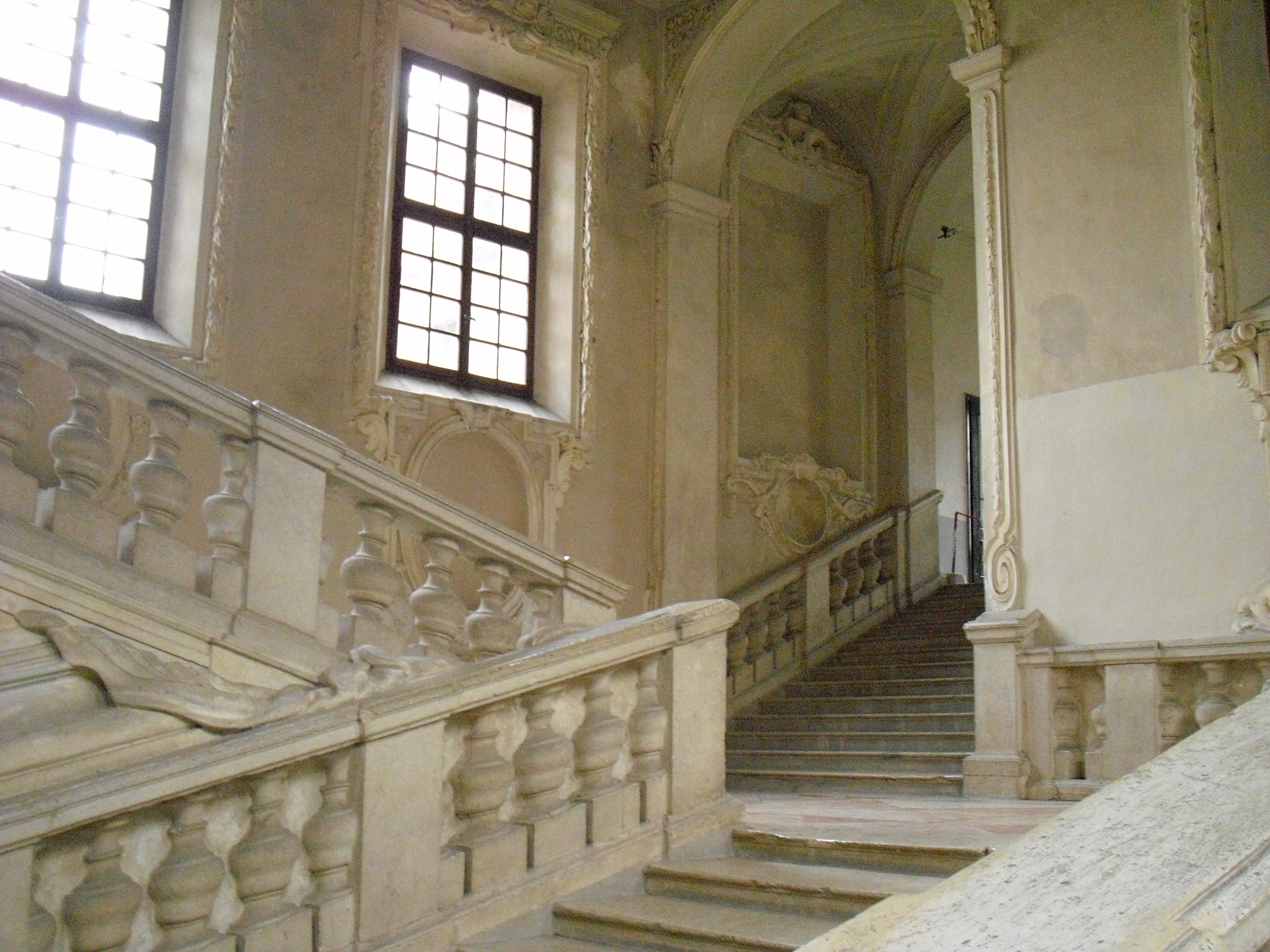
Museo Civico Polironiano

- Parco delle Golene Foce Secchia

## Società

### Evoluzione demografica
Abitanti censiti

7 020 abitanti al 31-07-2018

### Etnie e minoranze straniere
Al 1 gennaio vi sono sul territorio 617 residenti stranieri, pari al 7,83% della popolazione.

## Cultura

### Film girati in città
- Nel 1962 Dino Risi gira alcune sequenze di La marcia su Roma, con Ugo Tognazzi e Vittorio Gassman.
- Nel 1963 a San Benedetto Po fu girato il film di Antonio Pietrangeli La visita, con Sandra Milo.
- Nel 1983 Terence Hill vi girò la scena finale del film Don Camillo.
- Nel 2005 a San Benedetto Po sono state girate alcune scene del film di Ermanno Olmi Centochiodi.

### Cucina
- Ragù d’anatra muta di San Benedetto Po.[12]
- Torta di tagliatelle.[13]
- Tortelli di zucca al ragù di salsiccia.[13]

## Geografia antropica
Il territorio comunale confina a nord col fiume Po a est col fiume Secchia.
Confina coi comuni di Quistello, Moglia, Pegognaga, Motteggiana, Borgo Virgilio, Bagnolo San Vito, Sustinente.

### Frazioni
Il comune di San Benedetto Po ha le seguenti frazioni:
Portiolo, Gorgo, Bardelle-Camatta, Brede, Mirasole, San Siro, Villa Garibaldi e Zovo. In passato ne aveva una nona, che col tempo è andata diminuendo d'abitanti: Bugno Martino.

## Infrastrutture e trasporti

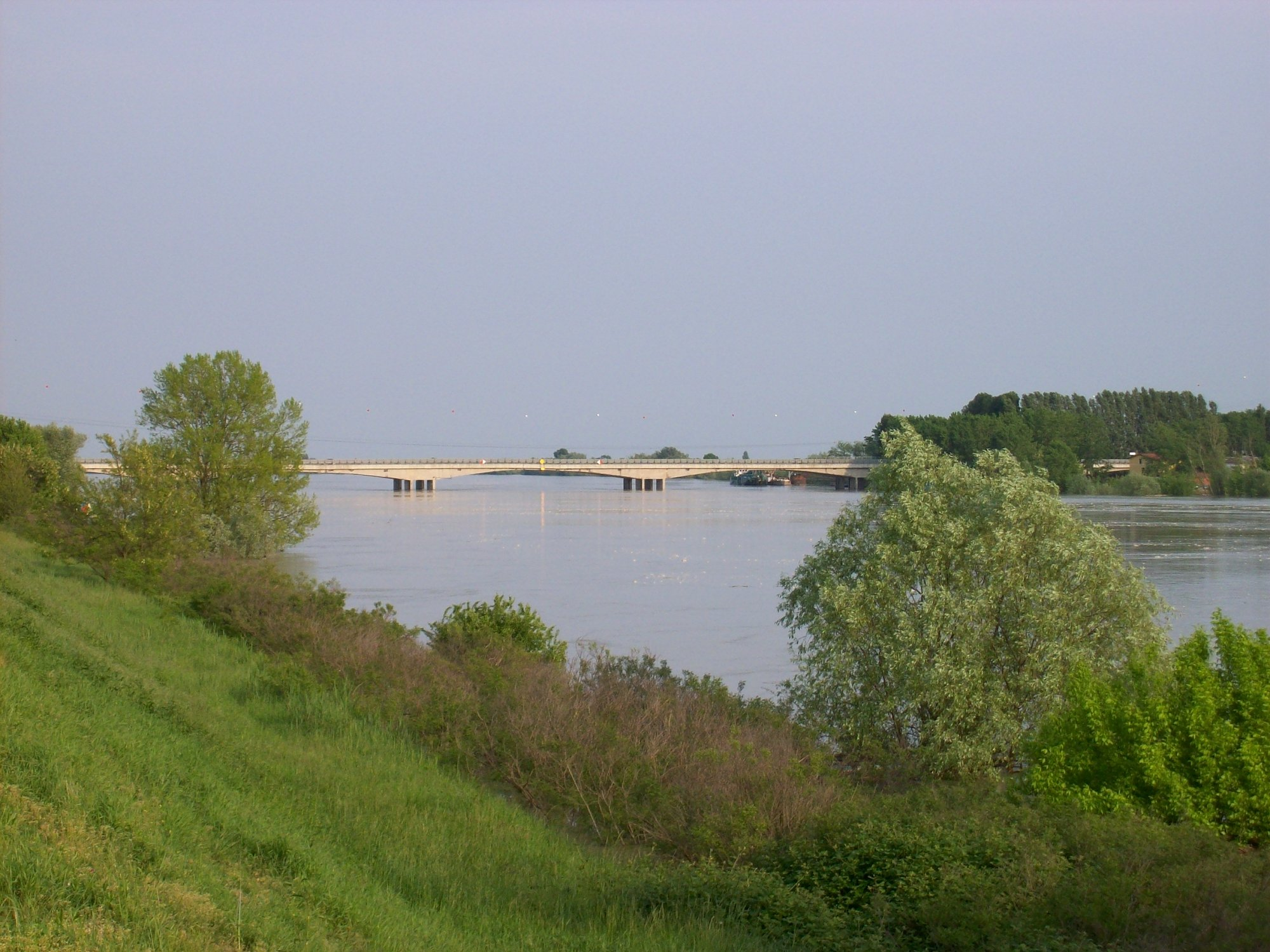
Il ponte sul Po

### Strade
Il paese è servito da due importanti strade statali, la SS 413, che lo collega con Cerese e Modena, e la SS 496, che lo collega con Ferrara, e da una strada provinciale, la SP 49, che lo collega con Suzzara.
Inoltre, nel comune adiacente di Pegognaga, è presente l'omonimo casello autostradale dell'autostrada A22, che lo collega con Modena e il Brennero.

### Ponte
Il 24 novembre 1966 venne aperto al traffico il nuovo ponte sul fiume Po, costruito in sostituzione del preesistente ponte di barche.

### Ferrovie

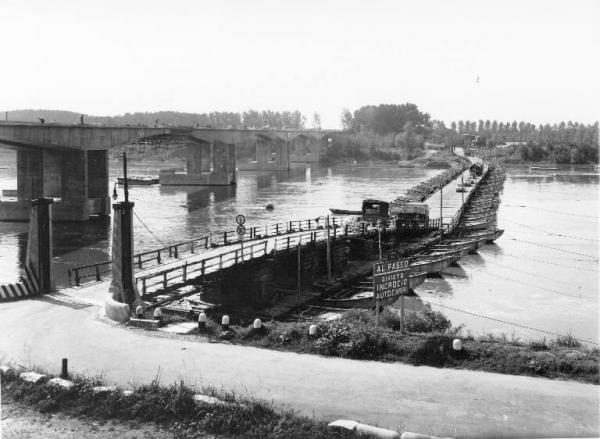
Ponte con barche di San Benedetto Po nel 1965

Il comune è servito da una stazione ferroviaria, denominata "San Benedetto Po" composta da un piazzale di due binari, sulla Ferrovia Suzzara-Ferrara. Le destinazioni principali sono Suzzara, Rimini, Mantova, Pesaro, Ferrara e Sermide. La stazione, la ferrovia e i treni sono gestiti da FER (Ferrovie Emilia Romagna).

## Amministrazione
Il sindaco è Roberto Lasagna, esponente della lista civica Uniti per crescere, in carica dal giugno 2016. È stato confermato per il secondo mandato a ottobre 2021.